# Zeche Emilie
Die Zeche Emilie ist ein ehemaliges Steinkohlenbergwerk in Essen-Kettwig-Laupendahl. Das Bergwerk wurde während seiner über hundertjährigen Betriebszeit mehrmals stillgelegt und wieder in Betrieb genommen.

## Bergwerksgeschichte Emilie
Im Jahr 1833 wurde die Berechtsame zusammen mit dem stillgelegten Grubenfeld der Zeche Das Vereinigte Feld verliehen. Die Verleihungsurkunde wurde erst 15 Jahre später am 12. Mai 1848 überreicht. Nach der Verleihung wurde bis zum Jahr 1860 Abbau betrieben.  Wegen zahlreicher geologischer Störungen war das Bergwerk etwa ab 1875 nicht mehr in Betrieb. Im Jahr 1886 war der frühere Abbau in Form von Pingenzügen auf den Flözen in der Nähe der Hoffmannsberge bei Schloss Oefte noch sichtbar. Im Jahr 1892 umfasste die Berechtsame ein Geviertfeld mit der Größe einer Fundgrube und 1200 Maaßen. 
Am 11. Januar 1909 wurde das Bergwerk wieder in Betrieb genommen, es wurden jedoch nur Versuchsarbeiten durchgeführt. Mit sechs Bergleuten wurde ein Stollen, ein Abhauen und ein Tagesabhauen betrieben. Am 1. Oktober desselben Jahres wurde das Bergwerk erneut stillgelegt. Im September 1921 wurde wieder in Betrieb genommen. Mit sieben Bergleuten wurde ein Stollen betrieben und 540 Tonnen Steinkohle gefördert. Am 1. Dezember 1923 erfolgte die erneute Stilllegung. Im Jahr 1956 wurde das Grubenfeld der Zeche Emilie unter dem Namen Zeche Emilie Bergbau wieder in Betrieb genommen.

## Emilie Bergbau
Die Zeche Emilie Bergbau war eine Kleinzeche in Essen-Kettwig, Laupendahler Höhe, die Besitzerin war die Emilie Bergbau GmbH. Im 19. Jahrhundert sowie in den Jahren 1909 und 1921–1923 erfolgte ein unregelmäßiger Betrieb der Zeche. In der Zeit vom 7. Mai bis 17. Mai 1956 kurzzeitig wieder Betrieb der jedoch aufgrund nicht bauwürdiger Aufschlüsse wieder eingestellt wurde.

## Das Vereinigte Feld
Die Zeche Das Vereinigte Feld befand sich in Essen-Kettwig-Laupendahl-Oefte. Bereits im Jahr 1750 wurde ein tiefer Stollen aufgefahren und mit dem Abbau begonnen. Im Jahr 1764 war der Stollen auf einer Länge von 85 Lachter aufgefahren, im selben Jahr erfolgte vermutlich die erste Betriebseinstellung. Etwa um das Jahr 1766 war die Zeche wieder in Betrieb, jedoch mussten ständig Zubußen gezahlt werden, da nur 2 Flöze mit Magerkohlen in Abbau standen. Im Jahr 1791 wurde das Bergwerk stillgelegt und im Jahr 1800 wieder in Betrieb genommen. Im Jahr 1806 wurde die Zeche Das Vereinigte Feld endgültig stillgelegt und das Grubenfeld an die Zeche Emilie abgetreten.